# 우쉬피아
우쉬피아(Ushpia, 생몰년미상)는 초기 아시리아 왕국시대의 아시리아 왕이었다. 이 시기의 아시리아왕 계보는 후대의 샴시-아닷 1세 등에 의해 계보조작, 사료의 손실에 의해 정확성은 의문이 남는다. 「텐트에 살던 17인의 왕」이라 불리는 초기아시리아 왕 중 최후의 인물이었다. 후의 신아시리아왕국시대의 왕 에사르하돈이 남긴 비문에는 아슈르 신전의 창건자로 기술되고 있다.

## 같이 보기
- 아시리아의 왕
- 아시리아인
- 아시리아